# Brahojos de Medina
Brahojos de Medina (appelée Brahojos jusqu'en 1960) est une commune de la province de Valladolid dans la communauté autonome de Castille-et-León en Espagne.

## Sites et patrimoine
- Église María Magadalena